# Melissa Hauschildt
Melissa Hauschildt née Rollison le 13 avril 1983 à Adélaïde est une triathlète professionnelle australienne, double championne du monde d'Ironman 70.3 en 2011 et 2013 et championne du monde longue distance (IUT) en 2013.

## Biographie
Melissa Hauschildt commence sa carrière sportive en remportant une médaille d'or sur 3 000 m steeple en 2001. Aux jeux du Commonwealth de 2006, elle prend la deuxième place de cette spécialité et accroit sa notoriété sur la scène mondiale. Une semaine après les Jeux du Commonwealth, elle participe avec l'équipe d'Australie aux championnats du monde de cross country de l'IAAF à Fukuoka, au Japon.
Après une série de blessures, elle se tourne vers le triathlon. Au championnat du monde Ironman 70.3 2011, elle gagne son premier titre mondial, l'emportant par plus de six minutes sur Karin Thürig. Elle défend son titre l'année suivante mais n'obtient que la 4e place. En  2013 elle remporte son  deuxième titre de championne du monde d'ironman 70.3 au terme d'une course à pied de haut niveau. Elle remporte cette même année les championnats du monde de triathlon longue distance à Belfort en France.

## Palmarès
Le tableau présente les résultats les plus significatifs (podium) obtenus sur le circuit international de triathlon depuis 2011,.
| Année | Compétition                           | Pays             | Position          | Temps           |
| ----- | ------------------------------------- | ---------------- | ----------------- | --------------- |
| 2018  | Ironman 70.3 Elsinore                 | Danemark         | Médaille d'or     | 4 h 7 min 18 s  |
| 2018  | Tauranga Half                         | Nouvelle-Zélande | Médaille d'or     | 4 h 12 min 15 s |
| 2018  | Ironman 70.3 Texas                    | États-Unis       | Médaille d'or     | 4 h 7 min 55 s  |
| 2018  | Ironman Texas                         | États-Unis       | Médaille d'or     | 8 h 31 min 5 s  |
| 2017  | Ironman Western Australia             | Australie        | Médaille d'or     | 7 h 52 min 4 s  |
| 2017  | Ironman 70.3 Western Australia        | Australie        | Médaille d'or     | 4 h 7 min 6 s   |
| 2016  | Ironman Allemagne                     | Allemagne        | Médaille d'or     | 9 h 1 min 17 s  |
| 2016  | Championnat du monde Ironman 70.3     | Australie        | Médaille d'argent | 4 h 11 min 9 s  |
| 2015  | Challenge Melbourne                   | Australie        | Médaille d'or     | 4 h 19 min 12 s |
| 2014  | Ironman Australie                     | Australie        | Médaille d'or     | 9 h 28 min 44 s |
| 2014  | Challenge Laguna Phuket               | Thaïlande        | Médaille d'or     | 4 h 27 min 40 s |
| 2014  | Ironman 70.3 Racine                   | États-Unis       | Médaille d'or     | 4 h 11 min 51 s |
| 2014  | Ironman 70.3 Timberman                | États-Unis       | Médaille d'or     | 4 h 12 min 52 s |
| 2014  | Abu Dhabi International Triathlon     | Bahreïn          | Médaille d'or     | 7 h 24 min 50 s |
| 2013  | Championnat du monde LD (IUT) Belfort | France           | Médaille d'or     | 4 h 42 min 15 s |
| 2013  | Championnat du monde d'Ironman 70.3   | États-Unis       | Médaille d'or     | 4 h 20 min 7 s  |
| 2013  | Ironman 70.3 Augusta                  | États-Unis       | Médaille d'or     | 4 h 3 min 27 s  |
| 2013  | Ironman 70.3 Timberman                | États-Unis       | Médaille d'or     | Timing          |
| 2013  | Ironman 70.3 Mandurah                 | Australie        | Médaille d'or     | 4 h 3 min 46 s  |
| 2013  | Abu Dhabi International Triathlon     | Bahreïn          | Médaille d'or     | 7 h 20 min 29 s |
| 2012  | Ironman 70.3 Augusta                  | États-Unis       | Médaille d'or     | 4 h 6 min 56 s  |
| 2012  | Ironman 70.3 Mandurah                 | Australie        | Médaille d'or     | Timing          |
| 2011  | Championnat du monde d'Ironman 70.3   | États-Unis       | Médaille d'or     | 4 h 20 min 55 s |
| 2011  | Ironman 70.3 Muncie                   | États-Unis       | Médaille d'or     | 4 h 8 min 48 s  |